# Omaha (poker)
Omaha – sportowa odmiana pokera, rozgrywana m.in. na World Series of Poker. Uczestniczyć w niej może od 2 do 10 graczy.

## Zasady
Gra przypomina zasadami odmianę Texas Hold’em, lecz różni się od niej tym, że tutaj gracz otrzymuje cztery karty własne, a musi wykorzystać dwie z nich, oraz trzy karty wspólne. W przeciwieństwie do odmiany Texas Hold’em nie wybiera się więc tutaj najlepszych pięciu kart spośród wszystkich kart wspólnych i własnych, a najlepszy układ pięciu kart spośród dwóch (tj. ani mniej, ani więcej) własnych i trzech wspólnych.
W grze rozróżnia się cztery fazy:
- Preflop - rozdanie kart. Karty rozdaje Dealer, zaczynając od osoby stojącej na małej ciemnej, czyli gracza po swojej lewej stronie.
- Flop - wyłożenie trzech kart wspólnych, licytacja.
- Turn - wyłożenie czwartej karty wspólnej, licytacja.
- River - wyłożenie piątej karty wspólnej, licytacja i odkrycie kart.